# 1427
1427(MCDXXVII) fue un año común comenzado en miércoles del calendario juliano.

## Acontecimientos
- 9 de enero - La facultad de medicina de Siena (Italia) solicita el cadáver de un ahorcado para diseccionarlo.
- Álvaro de Luna es desterrado por una coalición de nobles.
- Derrota de Milán en Maclodio y consiguiente conquista de Bérgamo y Brescia por parte de Venecia.
- Juicio a Bernardino de Siena por herejía, declarándose su inocencia.

## Nacimientos
- Casimiro IV Jagellón, rey de Polonia (f. 1492)
- Zhu Qizhen, emperador chino n.º 6 de la dinastía Ming (f. 1464)